# Jefferson Cardim Osório
Jefferson Cardim de Alencar Osório  (Rio de Janeiro, 17 de fevereiro de 1912 – Rio de Janeiro, 29 de janeiro de 1995) foi um militar e ativista político brasileiro. Era filho do oficial da Marinha Roberto de Alencar Osório, cujo nome verdadeiro era Robert Ernest Hoomenark, e de Corina Cardim de Alencar Osório, professora e poeta.

## Carreira militar
Se tornou "praça"(aluno) em março de 1930 na Escola Militar de Realengo, no Rio de Janeiro. Em 1932, juntamente com outros alunos, requereu exclusão em solidariedade a seis colegas expulsos por haverem iniciado um movimento contra a participação da escola no combate às forças rebeldes durante a Revolução Constitucionalista de São Paulo, deflagrada e sufocada em outubro do mesmo ano. Diante dessa reação dos cadetes, as punições foram revistas e os alunos readmitidos.[carece de fontes?]

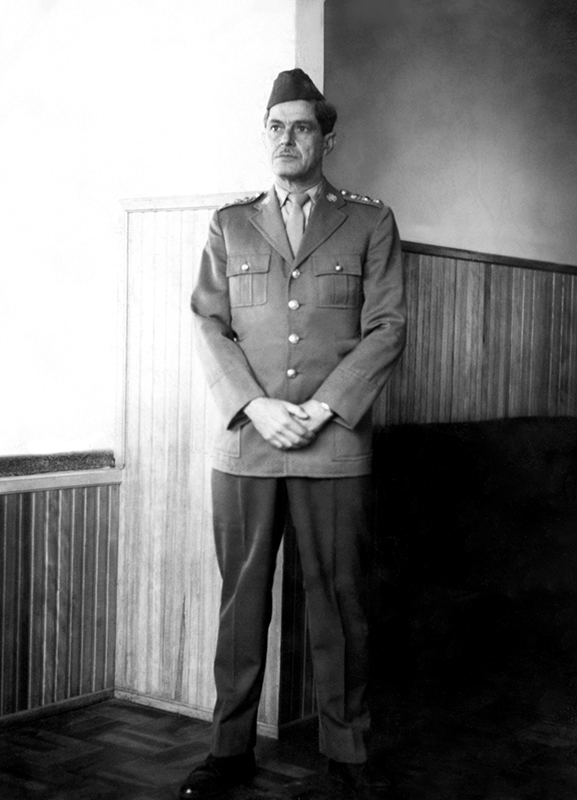
Coronel Jefferson Cardim Osório, que integrava o Movimento Nacionalista Revolucionário (MNR), grupo de resistência ao golpe civil-militar de 1964.

Em janeiro de 1934, Jefferson Osório saiu aspirante-oficial da arma de Artilharia, sendo promovido a segundo-tenente em agosto do ano seguinte. Ainda em 1935 filiou-se à Aliança Nacional Libertadora (ANL), frente política que defendia os interesses nacionais e antifascistas, e em setembro de 1936 foi promovido a primeiro-tenente. Em novembro de 1937, por advento do Estado Novo, exercia a função de subcomandante do Forte de São Domingos de Gragoatá também conhecido como Rio Branco, situado na cidade de Niterói, cidade essa próxima ao Distrito Federal, onde a maioria da oficialidade, inclusive o comandante, era Integralista. Embora ferrenho opositor do integralismo, foi então detido com a guarnição do forte, com a qual desenvolveu o Motim, segundo editorial do Globo, dezembro de 1941.[carece de fontes?] Foi promovido a capitão, por atos de heroísmo, em dezembro de 1941.
No começo da Segunda Guerra Mundial, enquanto Getúlio Vargas flertava com o nazi-fascismo, Jefferson manifestava-se abertamente a favor dos aliados. Considerava-se um marxista-leninista, mas nem por isso deixava de defender ideias comuns aos norte-americanos. Participou ativamente da Sociedade dos Amigos da América – criada pelo general Manuel Rabelo e pelo ministro Osvaldo Aranha –, que combatia o nazi-fascismo e incentivava a participação brasileira ao lado das Forças Aliadas. Jefferson se tornou um dos maiores incentivadores da Sociedade no Rio Grande do Sul. Enquanto servia no 6o Regimento de Artilharia Montada em Santa Maria da Boca do Monte, (RS), onde servia, fundou um diretório local. Um vespeiro em um lugar lotado de descendentes e simpatizantes da Alemanha. Acabou preso depois de uma reunião pública em que fez um discurso contra o Estado Novo.
Transferido para a cidade gaúcha de Cruz Alta em 1947, voltou a ser preso um ano depois. Dessa vez por viajar a Montevidéu para se casar com a uruguaia Rosa Hortensia del Carmen Lopetegui Maggia de Alencar Osorio. Era o seu segundo matrimônio. Jefferson casou pela primeira vez com Adela Maggia, que tinha uma filha e era separada de um oficial do Exército uruguaio, o que foi considerado uma afronta ao espírito de corpo da caserna. A segunda esposa de Jefferson, Rosa, era justamente a filha de Adela, que falecera cinco anos antes. Durante esse período, Rosa viveu com o pai e só reencontrou Jefferson quando ele foi transferido para Cruz Alta. Mesmo assim, os inimigos não deixariam por menos. Assim que chegou ao Brasil, Rosa, então com 19 anos, tornou-se alvo. Acusada de ser comunista, era obrigada diariamente a comparecer à delegacia local. Sua família foi investigada detalhadamente pelo adido militar do Brasil no Uruguai, o então major Ernesto Geisel. 
Oito anos depois, na patente de tenente-coronel, Jefferson foi transferido para Quitaúna, em São Paulo, como subcomandante do 2o Regimento Antiaéreo, encontrando novamente o então coronel Ernesto Geisel como seu comandante. Rasgando a legislação militar, Geisel negou-lhe uma casa na Vila Militar, dispensou-o das reuniões, das aulas dos oficiais e do Conselho de Administração. Humilhado, Jefferson era um fantasma no regimento. Geisel deixaria o comando de Quitaúna depois de uma tragédia pessoal sem lhe passar o comando da unidade.
Em 1960, Jefferson participou da campanha derrotada do marechal Henrique Teixeira Lott à presidência. No ano seguinte, tentando evitar a prisão do marechal – que defendera a posse do vice João Goulart durante a crise da renúncia de Jânio Quadros –, foi mais uma vez preso. Estava sem função quando o conciliador Jango optou por tirá-lo do país e nomeá-lo diretor-técnico do Lóide Brasileiro, em Montevidéu, onde permaneceu até o Golpe de 1964. Jefferson foi transferido para a reserva pelo Ato Institucional no 1 e teve seus direitos políticos cassados.

## A Guerrilha de Três Passos
Jefferson fez a primeira ação de força contra o governo militar num evento que ficou conhecido como Guerrilha de Três Passos. Em março de 1965, esteve com Leonel Brizola e demais exilados no Uruguai, no primeiro movimento em resposta ao golpe militar, reúne grupo de combatentes, a maioria ex-sargentos cassados em 1964. Em uma loja de Montevidéu, compra três armas tchecas semiautomáticas, três mil balas e dois alicates e em 19 de março de 1965, junto com o ex-sargento da Brigada Militar gaúcha Alberi Vieira dos Santos, iniciaram a coluna a partir da cidade uruguaia de Rivera. Atravessaram a fronteira para Santana do Livramento. Ganharam adesões no caminho totalizando 23 homens. À meia-noite e quinze de 26 de março de 1965, a cidade gaúcha de Três Passos, onde Alberi nascera, foi tomada pelos combatentes, que invadiram o posto policial e confiscaram armas e munição. As ações realizadas pelo grupo, além da tomada do quartel da Brigada Militar e do presídio de Três Passos, foram a invasão da agência do Banco do Brasil e da Rádio Difusora, com a transmissão de um manifesto de Cardim em nome das Forças Armadas de Libertação Nacional (FALN). Mais tarde, a data da ação serviria para designar o grupo como Movimento 26 de Março (M-26). Passaram a transmitir, pela rádio dessa cidade, as notícias da tomada e convocando a população à luta armada. Obrigaram também os funcionários da rádio local a colocar no ar a Proclamação ao Povo Gaúcho, em que chamavam a população à luta armada para defender a Constituição. Os 23 combatentes seguiram a jornada e atravessaram, sem resistência, o Estado de Santa Catarina. 
Preocupado com um possível atentado contra o presidente Castello Branco que estava em Foz do Iguaçu para inaugurar a Ponte da Amizade, o Exército enviou cinco mil homens para a região. No município de Capitão Leônidas Marques, os guerrilheiros se impressionaram porque viam jipes, caminhões e soldados surgirem de todos os lados. O encontro se deu no vilarejo de Santa Lúcia. No confronto soldados politizados, que participaram do Levante do Quartel de Três Passos (RS) são mortos e Jefferson é preso, com parte de seu contingente evadido.  O terceiro-sargento da Companhia de Infantaria de Francisco Beltrão, Carlos Argemiro Camargo, morreu durante a troca de tiros. A guerrilha foi frustrada e os seus participantes foram presos e torturados entre os dias 27 e 28 de março de 1965.  A morte do sargento desencadearia uma sessão de torturas comandadas pelo capitão Dorival Sumiani e mais dois tenentes, pessoalmente para si. 

## Prisão, fuga, captura, exílio e anistia
Em 1968 realizou uma fuga espantosa. Recolhido ao 5o Regimento de Obuses, em Curitiba, conseguiu escapar com a ajuda do cabo Luís Vitor Papandreou e do ex-major Joaquim Pires Cerveira. Contou também com a participação do seu filho caçula, então com 15 anos de idade. De Curitiba, o grupo seguiu de carro até São Paulo. De táxi, chegaram ao Rio. Jefferson refugiou-se na embaixada do México, de onde saiu para exilar-se naquele país, depois em Cuba e na Argélia. Passou pelo Chile, Espanha, Uruguai e Guiana, sempre atrás de companheiros e recursos para uma nova invasão do Brasil, dessa vez por Roraima. A prisão e o sequestro em Buenos Aires destruíram seu plano. 
Acabou sendo preso por Leuzinger Marques Lima em Buenos Aires, na Argentina em 1970. Na época, a Argentina estava sob administração de um governo militar que terminou em 1973, sendo esta operação possivelmente uma das pioneiras da Operação Condor. Capturado na Argentina, é mantido preso inicialmente no Centro de Informação e Segurança da Aeronáutica (CISA). No dia 2 de fevereiro de 1971, é transferido para a Fortaleza de Santa Cruz. Em abril de 1975, para o Instituto Penal Cândido Mendes na Ilha Grande. Passa o ano seguinte no Hospital Central Penitenciário. É libertado no dia 2 de novembro de 1977.
Beneficia-se da Lei da Anistia em agosto de 1979. Um ano depois, sua anistia é anulada pelo Superior Tribunal Militar. Exila-se na Venezuela. Seus direitos políticos são novamente cassados em dezembro de 1980. Um ano depois, parte para o exílio na França. Somente em 1985, com o fim do regime militar, tem sua anistia ratificada, retornando ao Brasil. Viria a falecer em janeiro de 1995.